# 448

## Hlavy států
- Papež – Lev I. Veliký (440–461)
- Východořímská říše – Theodosius II. (408–450)
- Západořímská říše – Valentinianus III. (425–455)
- Franská říše – Clodio (428–448) » Merovech (448–457)
- Perská říše – Jazdkart II. (439–457)
- Ostrogóti – Valamir (447–465/470)
- Vizigóti – Theodorich I. (419–451)
- Vandalové – Geiserich (428–477)
- Hunové – Attila (435–453)